# Almazora
a
Almazora (em castelhano) ou Almassora (em valenciano) é um município da Espanha na província de Castelló, Comunidade Valenciana. Tem 33 km² de área e em 2021 tinha 26 878 habitantes (densidade: 814,5 hab./km²).

## Demografia
| Variação demográfica do município entre 1991 e 2004 | Variação demográfica do município entre 1991 e 2004 | Variação demográfica do município entre 1991 e 2004 | Variação demográfica do município entre 1991 e 2004 |
| --------------------------------------------------- | --------------------------------------------------- | --------------------------------------------------- | --------------------------------------------------- |
| 1991                                                | 1996                                                | 2001                                                | 2004                                                |
| 15348                                               | 16306                                               | 17331                                               | 18961                                               |